# Margarete Kühn (Unternehmerin)
Margarete „Grete“ Kühn (* 20. September 1888 in Leipzig; † 21. April 1977 in Laubach) war eine deutsche  Künstlerin, Designerin und Unternehmerin.

## Leben
Margarete Kühn wurde 1888 als Tochter des Architekten und späteren Dresdner Baurates Ernst Kühn geboren. 1906 besuchte sie die Privatschule der Geschwister Gertrud, Fritz und Erich Kleinhempel in Dresden als Vorschule zur Dresdner Akademie für Kunstgewerbe. Dort traf sie auf Margarete Wendt. Gemeinsam bereiteten sie sich auf ihr Studium vor. Margarete Wendt wohnte während ihrer Studienjahre bei der Familie Kühn.
Ein Studium an der Dresdner Akademie stand Frauen erst ab 1907 offen. Margarete Kühn und Margarete Wendt gehörten zu den ersten Frauen an der allgemeinen Schülerinnenabteilung der „Königlichen Kunstgewerbeschule“ in Dresden. Sie studierten von 1907 bis 1911 u. a. bei Erich Kleinhempel, Max Frey und Margarete Junge.
Am 1. Oktober 1915 gründeten Margarete Wendt und Margarete Kühn die Firma Wendt & Kühn. Sie verkauften von Anfang an und waren bereits ein Jahr später an der Leipziger Messe vertreten. Während Margarete Wendt sich in erster Linie der Figurenbildnerei widmete, war Margarete Kühn zuständig für deren kunstvolle Bemalung. Ihre Spielzeugfiguren wirkten stilbildend für die erzgebirgische Volkskunst.
Im April 1920 heiratete Margarete Kühn den Architekten Arnold Lohrisch und schied sofort aus der Firma aus. Unter dem damaligen Recht war eine verheiratete Frau nicht alleine geschäftsfähig. Um das Unternehmen vor dem Zugriff durch Außenstehende zu bewahren, hatten die beiden jungen Frauen die Vereinbarung getroffen, dass wenn eine von beiden heiratet, sie aus der Firma ausscheidet. Die beiden Frauen blieben einander ein Leben lang freundschaftlich verbunden und unterhielten einen regen Briefwechsel.
1920 eröffnete Margarete Kühn in Chemnitz die Werkstatt für feingemaltes Holzgerät und Spielzeug. Das Angebot umfasste neben Puppenwiegen und -bettchen auch Gebrauchsgegenstände wie Nähkästen, Serviettenringe und Eierbecher. Die Werkstatt wurde bei den Luftangriffen auf Chemnitz während des Zweiten Weltkrieges zerstört. Nach dem Krieg baute sie ihre Kunstwerkstatt in Augustusburg neu auf. Sie produzierte unter anderem Räuchermännchen, Spandosen, Holzostereier und reich bemalte Engel.
Aus der Ehe mit Arnold Lohrisch gingen drei Kinder hervor, darunter der Bildhauer Hermann Lohrisch. Nach dem Todes ihres Ehemannes verkaufte Margarete Kühn ihre Firma und zog zu ihrer Tochter nach Laubach bei Gießen.

## Ausstellungen (mutmaßlich unvollständig)
- 1948: Chemnitz, Schlossberg-Museum, und Glauchau, Stadt- und Heimatmuseum Glauchau („Mittelsächsische Kunstausstellung“)[4]